# 波克羅夫卡 (葉西爾區)
波克羅夫卡是哈薩克斯坦的城鎮，位於該國北部北哈薩克斯坦州，由葉西爾區負責管轄，始建於1891年，1936年7月29日劃入北哈薩克斯坦州，面積約為8平方公里，2016年人口1,790。